# 乌拉瓦伊古罗雷
乌拉瓦伊古罗雷，是阿爾巴尼亞中南部培拉特州的城鎮及旧市镇。2015年地方政府改革时与其他三个市镇（现为市镇分区）合并为新的市镇，该市镇在2021年4月时正式改名为迪马尔。迪马尔市镇的行政中心为乌拉瓦伊古罗雷镇，该镇在2021年并未改名。2011年人口普查时该镇的人口数量为7,232人。